# Herpeperas tanda
Herpeperas tanda là một loài bướm đêm trong họ Noctuidae.